# Arnaud Balard
Arnaud Balard, né le 19 avril 1971 à Toulouse, est un artiste multidisciplinaire français sourd et usher du XXIe siècle, fondateur du mouvement Surdisme et concepteur du drapeau officiel de la communauté sourde internationale.

## Biographie
Arnaud est né sourd le 19 avril 1971 à Toulouse. Sa famille est originaire de Rodez. Arnaud se sépare de ses parents à l’âge de trois ans jusqu’à sept ans pour s’installer chez sa tante à Toulouse afin d'étudier dans une école oraliste. Puis il revient chez sa famille à Rodez pour l’école ordinaire dès sept ans jusqu’à 18 ans. Puis il a étudié au Cours Morvan, à l'École des Beaux-Arts de Rennes, à l'école des Arts visuels de La Cambre.
En 1999, il apprend qu’il a le syndrome d’Usher.
Il a créé le mouvement Surdisme en juillet 2009 à Bruxelles.
Il se rend au Kentucky DeaFestival en 2012.

## Drapeau sourd
En 2013, Arnaud Balard imagine un drapeau symbolisant la langue des signes. Baptisé « drapeau de l’union des signes » (Sign Union Flag en anglais), « drapeau sourd » (Deaf Flag ou Deaf Union Flag, en anglais) ou encore « drapeau de l'union des signeurs », il représente une main grande ouverte bleue turquoise (couleur de la communauté sourde) posée sur une main jaune, sur un fond bleu marine. Devenu signe de reconnaissance pour la communauté sourde, le drapeau a été diffusé aux États-Unis, en Italie, au Maroc, en Écosse. Il a par ailleurs été déployé à plusieurs reprises sur des bâtiments officiels français, comme en 2016 devant la mairie de Montpellier et en 2019 sur la façade de la mairie de Poitiers, à l'Espace Tuilerie de Montchanin et sur le parvis de la mairie de Massy.
Ce drapeau est devenu le drapeau officiel de la communauté Sourde internationale, quand il a été adopté par l'Assemblée générale de la fédération mondiale des sourds en 2023.

## Ouvrage
- Le Surdisme

## Œuvre
- Oreille barré en pile-boutons en 1996[14]
- Marianne mal barrée en 2012[14]
- Empreinte indélébile  en 2012[14]
- Fatalité, Inégalité, Adversité en 2012[14]
- Sois le souffleur en 2016[14]

## Divers
En 2015, Arnaud Balard participe à la série photographique Les Mots du silence, de la photographe Jennifer Lescouët.